# Башаров Марат Алімжанович
Марат Алімжанович Башаров (тат. Марат Галимҗан улы Бәшәров; нар.. 22 серпня 1974, Москва, РРФСР, СРСР) — російський актор театру та кіно, телеведучий. Заслужений артист Республіки Татарстан (2012). Лауреат Державної премії Російської Федерації (2002). Підтримує путінський режим та війну проти України.
Потрапив до бази «Миротворець» за свідоме порушення Державного кордону України та незаконну гастрольну діяльність на території окупованого Росією Криму. У квітні 2015 та листопаді 2016 рр., грав у спектаклі «Сублімація любові» в містах Сімферополі та Ялті.
Також він підтримував пропагандистські заходів у включеному Криму У 2015 році був учасником Міжнародного Дитячого Кінофестивалю «Червоні вітрила».
У квітні 2016 року проходила протестна акція в Києві, з вимогою недопущення в'їзду Башарова в Україну.

## Біографія
Народився в Москві 22 серпня 1974 року в родині, яка не має відношення до акторської справи (мати — кухар, батько слюсар-сантехнік). За національністю татарин. За віросповіданням-мусульманин-суніт.
Після закінчення школи вступив на юридичний факультет МДУ. За пропозицією брата (працює театральним критиком) вирішив пройти проби на роль у виставі «Кентервілльский привид» (театр «Сучасник»), і після отримання ролі два сезони брав участь у постановках цієї вистави.
Після припинення[прояснити] навчання в МДУ Марат Башаров вступив у 1992 році до Вищого театрального училища імені М. С. Щепкіна; під час навчання в якому брав участь у зйомках реклами, а також в епізодичній ролі у фільмі, знятому Микитою Михалковим (1995).
З 2009 року, починаючи з 8 по н. в. сезону програми, веде передачу «Битва екстрасенсів» на каналі ТНТ, замінивши Михайла Пореченкова. Влітку 2015 року в парі з Наталією Бардо недовго вів розважальне телешоу «Містер і Місіс ЗМІ» на «Першому каналі».
У 2010 році Марат Башаров став лауреатом премії «Зірка Театрала» в номінації «Зоряний дощ». Також в цьому році знявся в серіалі «Індус» разом з індійською актрисою Панчхи Бора.

### Особисте життя
Перебував у фактичному шлюбі з Єлизаветою Круцко (в минулому колишньої агентки актора Андрія Краска), що працює в студії «Тріте». Шлюб був «узаконений по ісламу», був прочитаний ніках, а Єлизавета прийняла іслам. 6 вересня 2004 року в подружжя народилася донька Амелі. У 2009 році після набуття широкого розголосу зв'язку з Тетяною Навкою преса повідомила про розставання з Круцко.
9 листопада 2012 року рішенням мирового судді був позбавлений права на водіння транспортних засобів на 1 рік і 8 місяців за керування автомобілем у стані алкогольного сп'яніння.
31 травня 2014 року Марат Башаров одружився з актрисою Катериною Архаровою, племінницею актора Еммануїла Віторгана. У жовтні 2014 року Катерина з численними забоями, переломом носа і струсом мозку була поміщена до лікарні. 11 листопада 2014 року в ефірі передачі «Хай говорять» («Перший канал») вона розповіла про побиття її Башаровим, його нападах жорстокості і пристрасті до алкоголю. У березні 2015 року Архарова та Башаров офіційно розлучилися.
5 липня 2016 року Марат Башаров повідомив, що одружується на своїй вагітній шанувальниці, Єлизаветі Шєвирковій. Син Марсель народився 28 липня 2016 року. Одруження відбулося 9 вересня 2017 року, на день 870-річного ювілею Москви.
Марат Башаров захоплюється спортом, зокрема, грає у футбол (у тому числі в команді зірок естради «Старко»), теніс, хокей.
21 березня 2019 року, актор розлучився з Єлизаветою Шевирковою. Рішення про розірвання шлюбу прийняв Мировий суд РФ, засідання пройшло у закритому режимі.

## Творчість

### Ролі в театрі
Московський театр «Современник»
- 1991 — «Кентервільський привид» — герцог Сессіл (1991—1992)

- 1998 — «Горе від розуму» Олександра  Грибоєдова, реж. Олег Меньшиков — Антон Антонович Загорецький (1998—2000)[15]

Сучасний театр антрепризи
- «Одружуватися вам треба, пане!» (за мотивами комедії М. Некрасова «Осіння нудьга») — Барин Ласуков
- «Сублімація кохання» (за твором Альдо де Бенедетті) — П'єтро, драматург

### Фільмографія
| Рік  |   | Назва                                            | Роль                                            |
| ---- | - | ------------------------------------------------ | ----------------------------------------------- |
| 1994 | ф | Стомлені сонцем                                  | танкіст                                         |
| 1998 | ф | Сибірський цирульник                             | Полієвський                                     |
| 1999 | ф | Ворошиловський стрілок                           | Ігор Зворигін                                   |
| 2000 | ф | Весілля                                          | Мішка Крапівін                                  |
| 2000 | ф | Чорна кімната                                    | Женя (новелла «Гіпноз»)                         |
| 2000 | ф | Горе від розуму                                  | Антон Антонович Загорецкий                      |
| 2000 | ф | Тихі вири                                        | гаїшник                                         |
| 2000 | с | Ідеальна пара                                    | Андрій                                          |
| 2001 | с | Кобра                                            | Кирило Гридньов                                 |
| 2001 | с | Кордон. Тайговий роман                           | лейтенант Іван Столбов                          |
| 2002 | с | Льодовиковий період                              | Саша Каплєвіч                                   |
| 2002 | ф | Олігарх                                          | Кошкін                                          |
| 2002 | ф | Шукшинські оповідання (новела «Гена Пройдисвєт») | Гена Пройдисвет                                 |
| 2003 | ф | Спас під березами                                | хуліган на мотоциклі                            |
| 2004 | ф | Моє велике вірменське весілля                    | Женя                                            |
| 2004 | ф | 72 метра                                         | капітан-лейтенант Петро Орлов                   |
| 2004 | с | Холостяки                                        | Гоша Кюрдзідіс                                  |
| 2004 | с | Загибель імперії                                 | Штольц                                          |
| 2004 | с | Родственный обмен                                | Женя                                            |
| 2004 | ф | Слова та музика                                  | Ім'я персонажу не вказано                       |
| 2005 | с | Сатисфакція                                      | Микола I                                        |
| 2005 | ф | Небесне життя                                    | Лєсков                                          |
| 2005 | с | Полювання на ізюбря                              | Дмитро Неклясов, заступник Ізвольського         |
| 2005 | ф | Турецький гамбіт                                 | Гридньов                                        |
| 2006 | с | Утьосов. Пісня довжиною в життя                  | Леонід Утьосов в молодості                      |
| 2006 | ф | Дикарі                                           | Містер                                          |
| 2006 | ф | Зображуючи жертву                                | Карась                                          |
| 2006 | ф | Угода                                            | Іван                                            |
| 2006 | ф | Снігова королева                                 | Андрій                                          |
| 2006 | ф | Танкер «Танго»                                   | Дмитро Трізняк                                  |
| 2006 | с | Головний калібр                                  | Сергій                                          |
| 2006 | ф | Перший вдома                                     | Сан Санич Білий («Доцент») / Василь Алібабаєвич |
| 2007 | ф | Консерви                                         | Ігор Давидов                                    |
| 2007 | ф | 1612                                             | воєвода Новолока                                |
| 2007 | ф | День виборів                                     | «Стоматологи»                                   |
| 2007 | с | На шляху до серця                                | Герман, кардіохірург                            |
| 2007 | ф | Контракт на любов                                | Ілля Ракітін                                    |
| 2007 | ф | Ленінград                                        | Юра Краско                                      |
| 2008 | ф | Панове офіцери: Врятувати імператора             | підпоручик Любавін                              |
| 2008 | ф | На краю стою                                     | підполковник Власов                             |
| 2008 | ф | Нова Земля                                       | Толя-слюсар                                     |
| 2008 | ф | Віддамся в хороші руки                           | Едік Бауров                                     |
| 2008 | ф | Старша дружина                                   | продавець овець                                 |
| 2008 | ф | Ловець вітру                                     | батько Руслана                                  |
| 2009 | ф | Пассажирка                                       | матрос Чижиков                                  |
| 2009 | ф | Юленька                                          | Андрій Бєлов                                    |
| 2009 | с | Сільська комедія                                 | Костя Пишкін                                    |
| 2009 | с | Історія льотчика                                 | Сергій Філатов                                  |
| 2009 | ф | На краю стою…                                    | підполковник Власов                             |
| 2010 | ф | Назад до СРСР                                    | Антон Родімов                                   |
| 2010 | ф | В стилі Jazz                                     | актор                                           |
| 2010 | ф | Діамантова рука 2                                | Козодоєв                                        |
| 2010 | ф | Зайцев, пали! Історія шоумена                    | Дмитро Афонічев                                 |
| 2010 | с | Індус                                            | Антон Пономарьов                                |
| 2011 | ф | Самогубці                                        | повітроплавець                                  |
| 2011 | ф | Службовий роман. Наш час                         | Самохвалов                                      |
| 2011 | ф | На гачку!                                        | інший Власов                                    |
| 2011 | с | Зрада                                            | Сергій Романенко                                |
| 2011 | ф | Красунчик                                        | Сергій Курлянський                              |
| 2012 | ф | Відстебніть ремені                               | Максим Аганов                                   |
| 2012 | ф | Ржевський проти Наполеона                        | Багратіон                                       |
| 2012 | с | Анна Герман. Таємниця білого янгола              | Валентин Лавришін                               |
| 2013 | с | Думай як жінка                                   | Євгеній Новіков, Єва                            |
| 2013 | ф | Пока ще жива                                     | Андрій                                          |
| 2013 | ф | Друге дихання                                    | Ігор                                            |
| 2013 | ф | Новорічнний рейс                                 | Павловський                                     |
| 2014 | ф | Добре і'мя                                       | Антон Добряков                                  |
| 2014 | ф | Фотограф / Fotograf                              | Соколов, батько Колі                            |
| 2015 | ф | Батальонъ                                        | Олександр Керенський                            |
| 2015 | ф | Глубина                                          | Роман                                           |
| 2016 | ф | Герой                                            | Барон                                           |
| 2016 | с | П'яна фірма                                      | начальник ОВС Гнілорибов                        |
| 2017 | ф | Рух вгору                                        | Генадій Терещенко                               |
| 2017 | ф | Мулла                                            | Артур                                           |
| 2017 | ф | Дно                                              | Олександр Керенський                            |
| 2018 | ф | Оракул: Гра втемну                               | Ім'я персонажу не вказано                       |

### Телебачення
Брав участь у телевізійних проектах:
- «Зірки на льоду» в парі з фігуристкою Тетяною Навкою, їх пара стала переможницею цього проекту;
- «Льодовиковий період», як телеведучий з співведучою фігуристкою Іриною Слуцькою;
- «Льодовиковий період-2», як телеведучий з співведучою Анастасією Заворотнюк;
- «Льодовиковий період-3» в парі з фігуристкою Тетяною Навкою;
- З 11 жовтня 2009 року став ведучим 8-го і наступних сезонів реаліті-шоу «Битва екстрасенсів» (ТНТ);
- «Лід і полум'я», як телеведучий з співведучою Анастасією Заворотнюк;
- Премія «Покликання» 2009, спектакль на церемонії. Роль лікаря, разом з Сергієм Шакуровим;
- «Танці з зірками-2012» в парі з танцівницею Христиною Асмаловською. Їх пара посіла третє місце, бо Марат не був присутній на фіналі передачі через смерть матері.

## Нагороди
- Державна премія Російської Федерації в галузі кіномистецтва (10 червня 2002)[16].
- Заслужений артист Республіки Татарстан (2012).